# Andrée Putman
Andrée Putman (23 de diciembre de 1925–19 de enero de 2013) fue una diseñadora francesa de interiores. Era madre de Olivia Putman y de Cyrille Putman.

## Vida y trabajo

### Niñez y juventud (1925–1944)
Andrée Christine Aynard nació en una familia rica de banqueros de Lyon. Su abuelo paterno, Edouard Aynard, fundó el Maynard & Sons Bank; su abuela paterna, Rose de Montgolfier, era descendiente de los inventores de balón de aire caliente familia. Su padre era un licenciado del prestigioso Ecole Normale Supérieure quién hablaba siete lenguas pero juró a una vida de austeridad y reclusión para protestar contra su propio entorno; su madre, Louise Santa-René Taillandier, era una pianista quién encontró comodidad en la frivolidad de "ser una artista grande sin un escenario".,
Su educación artística formal primero vino, a través de música. Su madre la llevó junto con su hermana a conciertos e insistió para que aprendieran a tocar el piano. Pero más tarde se le dijo que sus manos no eran adecuadas para tocar el piano y, como consecuencia, nunca sería una virtuosa. Entonces cambió su foco a estudiar composición en el Nacional Conservatory de París. A los diecinueve años recibió el Primer Premio de Armonía del Conservatory de Francis Poulenc, entregado por él mismo. En aquella ocasión, le dijo que al menos 10 años más de trabajo infatigable y ascético la vida sería necesaria a antes de que quizás—pueda—aspirar a una carrera como compositora. Tras Imaginarse a sí misma viviendo como una monja carmelita en la Abadía de Fontenay, puso fin a la carrera musical que había emprendido como homenaje a su madre. Putman decidió satisfacer su curiosidad e instintos creativos de otra manera.

### Principios profesionales (1945–1978)
A los 20 años tuvo un serio accidente de bici , el cual apenas sobrevivió. Su postura característica provenía de este evento: era una mujer alta que se paraba derecha y caminaba como si estuviera en la cuerda floja. Poco después del accidente, se liberó de su carrera musical inicial y de la ilusión de seguridad que su entorno social le ofrecía y decidió descubrir el mundo. Un día, vació su habitación y la amuebló con una cama de hierro duro, una silla y un cartel de Miró en las paredes blancas. Esta expresión temprana de su deseo de independencia llevó a una confrontación con su familia que se preguntaba "si se da cuenta del dolor que les hace sentir".
"¿Qué se puede hacer cuando uno no va a la escuela y es un músico que ha dejado de tocar música? preguntó a su abuela materna, Madeleine Saint-René Taillandier. "Nada excepto mensajero", era la respuesta. Siguiendo el consejo de su abuela, Andrée comenzó a trabajar como mensajera para la revista Femina. Mientras se ocupaba de todos los trabajos sucios de la oficina, observó con atención el teatro social que tiene lugar durante las reuniones. Trabajó para Elle y L'Oeil, una prestigiosa revista de arte donde los bodegones que imaginó con objetos de varios estilos y de diferentes épocas atrajeron la atención. Identificó lo que es sofisticado e innovador, amplió sus conocimientos de diseñadores.... y pasó por el Café de Flore todos los días. Podíamos ver a Antonin Artaud, Juliette Greco, Giacometti], Sartre] y Simone de Beauvoir].Gente que parecía libre y se emancipaba de las convenciones.
Estos primeros trabajos le permitieron a Andrée conocer a artistas, personajes que le son más familiares que los intelectuales. En ese momento, no tenía la suficiente confianza para expresarse plenamente. Por lo tanto, se quedó en segundo plano más bien para poner en primer plano el talento de los demás, algo para lo que demostró un gran talento, ya que se crio en un entorno artísticamente rico. Conociendo personalmente lo que es "estar atrapada en los caminos trillados", le conmovió "la gente cuyo trabajo no se entiende", "impresionada por estos artistas que no buscan otra cosa que permanecer en la profundidad de su sinceridad, de su riesgo", sólo deseaba ayudarles y establecer una conexión entre ellos y el resto del mundo. A finales de los años cincuenta, Andrée Aynard se casó con Jacques Putman, crítico de arte, coleccionista y editor. Juntos se asociaron con artistas como Pierre Alechinsky, Bram van Velde, Alberto Giacometti y Niki de Santo Phalle.
En 1958, Putman colaboró con la cadena de tiendas Prisunic como Directora de Arte del Departamento de Interior, donde su lema era "diseñar cosas bonitas para nada". Su deseo de poner el arte a disposición de un público más amplio también se hizo realidad a través de Prisunic, ya que organizó con su marido ediciones de litografías de artistas famosos vendidas por solo 100 francos (15 €). En 1968 se distinguió en la agencia de moda Mafia hasta que Didier Grumbach la vio en 1971 y la contrató para fundar una nueva empresa destinada a desarrollar la industria textil: Créateurs & Industriels. Su intuición la llevó a revelar a muchos diseñadores talentosos tales como Jean-Charles de Castelbajac, Issey Miyake, Ossie Clark, Claude Montana y Thierry Mugler. Es en ese momento cuando entra en el mundo del diseño de interiores al convertir el antiguo SNCF en una sala de exposición y oficinas para la empresa.

### Ecart (1978–1995)
A finales de los años 70, Créateurs & Industriels quebró; Putman se divorció. Intentó materializar su intensa sensación de vacío: en aquel entonces vivía en una habitación amueblada con sólo una cama y dos lámparas "con total austeridad, porque ya no sabía lo que me gustaba". Siguiendo el consejo de su amigo Michel Guy, decidió fundar Ecart (que al revés es Trace). Por lo tanto, es a la edad de 53 años que Andrée Putman realmente comenzó la carrera que la hizo famosa desde Hong Kong hasta Nueva York. Comenzó dando vida de nuevo a diseñadores olvidados de la década de 1930: René Herbst, Jean-Michel Frank, Pierre Chareau, Robert Mallet-Stevens, Gaudi, Eileen Gris... "Mi única preocupación era interesar al menos a diez personas y habría logrado algo que me llevaría toda la vida". Estos muebles no ganaron a diez, sino a miles de personas. Desde el lanzamiento de muebles hasta el diseño de interiores, la evolución de la actividad se produjo de forma natural. dio el siguiente paso lógico: "Detesto el lujo pomposo. Me interesa lo esencial, el marco, los elementos básicos de las cosas".
El diseño interior del Hotel Morgans de Nueva York en 1984 marcó un punto de inflexión en la carrera de Andrée Putman: logró crear un hotel de alto nivel con un presupuesto reducido y reafirmó su estilo con habitaciones sobrias y efectos visuales. "Como empecé a trabajar en Nueva York, los franceses preguntaron por mí.".A partir de los años ochenta, dirige cada vez más proyectos de interiorismo: hoteles como Le Lac en Japón, Im Wasserturm en Alemania y el Sheraton en el aeropuerto de Roissy-Charles de Gaulle en París; tiendas para Azzedine Alaia, Balenciaga; oficinas, en particular la del Ministro de Cultura francés Jack Lang en 1984; y museos como el Museo de arte contemporáneo de Burdeos.

### La Andrée Putman Estudio (1997–hoy en día)
En 1997, Andrée Putman creó su estudio con el mismo nombre, especializado en diseño de interiores, diseño de productos y escenografía.
Cuando imaginó objetos, rechazó el exceso de esfuerzos para rediseñar piezas que fueron perfectamente diseñadas por otros en el pasado. "Tenemos que aceptar que muchas cosas ya no pueden ser cambiadas - o muy ligeramente. Si los cambiamos, tenemos que añadir humor, desapego. Lo que me interesa: una broma en una colección, un signo de complicidad". Por ejemplo, cuando empezó a colaborar con Christofle. En el año 2000, diseñó una colección de cubiertos de plata, objetos y joyas llamada Vértigo. El elemento común de esta colección era un anillo ligeramente retorcido: "El hecho de que este anillo esté torcido le da vida: ¿se cayó? ¿Por qué es asimétrico? La vida está hecha de imperfecciones. Ella creó un cubo de champán para Veuve Clicquot y reinterpretó el icónico Steamer Bag de Louis Vuitton. En 2001, Putman creó "Préparation Parfumée". En 2003, lanzó su propia línea de muebles "Préparation meublée" donde las piezas se llamaban irónicamente "Croqueuse de diamants", "Jeune bûcheron", "Bataille d'oreillers".... ("Gold digger", "Young lumberjack" y "Pillow fight"). En 2004, crea un impresionante juego de té ruso para Gien: Polka. Diseñadora de interiores, realizó los proyectos de Pershing Hall en París, el Morgans Hotel en Manhattan, y el Balneario Azul en el Hotel Bayerischer Hof, Munich en Múnich. En 2005, Guerlain elige el Studio Putman para rediseñar su tienda insignia en los Campos Elíseos. Entre los encargos privados más notables se encuentra la Pagoda House de Tel Aviv, el vasto SoHo ático para Serge y Tatiana Sorokko, y una casa en el acantilado en Tánger para Bernard-Henri Lévy y Arielle Dombasle, para quienes Putman completamente reestructuró el edificio.
En 2007, comenzó una nueva era cuando la hija de Andrée, Olivia Putman, aceptó hacerse cargo de la Dirección de Arte del Estudio, un deseo que su fundador había expresado durante mucho tiempo. "Nos dimos cuenta de que el tiempo y la fama de Andrée habían convertido nuestro apellido en un adjetivo. Licenciada en Historia del Arte y paisajismo, Olivia desea perpetuar el eclecticismo y la curiosidad que su madre siempre reclamó. En 2008, el alcalde de París, Bertand Delanoë, nombró a Andrée Presidente del primer Comité de Diseño de París, cuyo objetivo es repensar el mobiliario urbano, los equipamientos públicos parisinos y los uniformes de los empleados. Ese mismo año, presentó Voie Lactée ("Vía Láctea"), el piano de cola que diseñó para el fabricante de pianos más antiguo de Francia. Pleyel y presentó Entrevue, su creación para Bisazza en el Salone del Mobile de Milán. En junio se inauguró en Nueva York la tienda que diseñó para la diseñadora de moda Anne Fontaine, siguiendo las diseñadas en París y Tokio.
Al año siguiente, Andrée y Olivia presentan la silla que diseñaron para la firma americana Emeco], una línea de gafas de sol para RAC Paris, una colección de alfombras para Toulemonde Bochart, un cuchillo para la Forja de Laguiole, así como muebles para Fermob y Silvera. El estudio también tuvo que imaginar la escenografía de los conciertos del cantante francés Christophe en Olimpia y Versalles, así como la exposición Madeleine Vionnet en el Musée des Arts Décoratifs de París. En octubre de 2009, Rizzoli Editions publica una nueva monografía dedicada a la carrera de Andrée Putman. En 2010, el Ayuntamiento de París rindió homenaje a Andrée Putman con una gran exposición sobre su vida, de la que Olivia es comisaria. El evento Andrée Putman, embajadora del estilo, atrajo a más de 250.000 visitantes.

### Muerte
Putman murió en su apartamento de París, el 19 de enero de 2013, a la edad de 87 años.

## Premios
- 2009 - DISEÑADOR MEJOR, votado por 4000 periodistas[11]
- 2008 - CHEVALIER DE LA LEGIÓN D'HONNEUR, OFFICIER DES ARTES ET BELLES LETTRES, París, Francia[11]
- BALNEARIO de 2006 GALAS PREMIO Für Bayerischer Hof, Baden-Baden, Alemania[11]
- 2005 - 1er PRIX VEUVE CLICQUOT DE LA FEMME D'AFFAIRES, Veuve Clicquot premio para su carrera entera[11]
- 2002 - DER FEINSCHMECKER (allemagne) Hotel del Premio de Año[11]
  - N°1 Ritz-Carlton, Wolfsburg[11]
  - N°3 Im Wassertum, Cologne
- 2001 - IIDA PREMIO de ESTRELLA, Chicago, EE. UU.[11]
- DISEÑO de 1999 MODERNISMOS PREMIO Para Lifetime Museo de Brooklyn de la Consecución de Arte, EE.UU. de Nueva York[11]
- 1998 - HONORARY DOCTOR DE GRADO de BELLAS ARTES, La Escuela del Instituto de Arte de Chicago. Chicago, EE.UU.
- 1997 - ESTRELLAS DEL PREMIO de DISEÑO, vierte l'oeuvre d'une toute une vie en Diseño d'Intérieur. PACIFIC CENTRO de DISEÑO, WESTWEEK 97. Los Ángeles, U.S.A
- 1996 - HONORARY DOCTOR DE GRADO de BELLAS ARTES PARSONS ESCUELA DE DISEÑO, Ciudad de Nueva York
- 1996 - EL PREMIO de DISEÑO BUENO, para los productos industriales vendieron en todo el mundo, otorgados por "El Chicago Athenaeum", Museo de Arquitectura y Diseño, Chicago, EE.UU.
- 1996 - PREMIO de VIAJERO EMPRESARIAL, Sheraton Aéroport de París- Meilleur Nouvel Hôtel dans le Monde, Décerné par Carlson Wagonlit
- 1995 - MAGNÍFICO PRIX NACIONAL DE LA CREACIÓN INDUSTRIELLE, dado por Monsieur Philippe Douste-Blazy, Ministre de la Cultura, París, Francia
- 1995 - BLENHEIM PREMIO de EXHIBICIÓN de las JOYAS, Joyeros de América Internacional- Bijouterie exposée à Nueva York. Prix du meilleur Posición, Nueva York, EE.UU.
- 1993 - OSCAR DU DISEÑO, Sponsorisé par le revista économique français "Nouvel Economiste", Prix el prestigio vierte la colección de l'hôtel Morgans, Francia de París
- 1992 - PRIX PREMIO de CRISTAL D'EXCELENCIA EN el DISEÑO dado por LA SOCIEDAD AMERICANA DE DISEÑADORES de INTERIOR, Museo de San Francisco de Arte Moderno, San Francisco, EE.UU.
- 1991 - PRIX EUROPEEN D'ARQUITECTURA D'INTERIEUR, Para la categoría "hôtels et restaurantes" para l'Hôtel Im Wassertum (en Cologne), Amsterdam, Netherlands
- MAGNÍFICO PRIX EUROPEEN D'ARQUITECTURA D'INTERIEUR, Para su carrera (catégorie hôtels et restaurantes, agencias, loisirs et théâtres, boutiques)[9][11][24]